# Park Yeon-mi
Park Yeon-mi (박연미?, 朴延美?, Bak Yeon-miLR, Pak YŏnmiMR; Hyesan, 4 ottobre 1993) è un'attivista e scrittrice nordcoreana.

## Biografia
Park Yeon-mi è nata nel 1993 ed è cresciuta in una famiglia che ha subìto il collasso economico della Corea del Nord negli anni '90. Dopo che suo padre è stato costretto a rivolgersi al mercato nero per poter sopravvivere e sostenere la famiglia, fu inviato in un campo di lavoro forzato. La sua famiglia a quel punto ha dovuto affrontare la fame fino a che non è riuscita a fuggire in Cina nel 2007, dove tuttavia Park e la madre furono tratte in ostaggio dai trafficanti di esseri umani e sottoposte a violenza. Nel gennaio 2008 il padre morì a causa di un tumore.
Nel febbraio 2009, dopo aver ricevuto l'aiuto di alcuni attivisti umanitari e missionari cristiani, Park e la madre viaggiarono verso la Mongolia attraversando il deserto del Gobi per chiedere asilo ai diplomatici della Corea del Sud, dove vive dal 2009.
Nel mese di aprile del 2014 l'organo di intelligence della Corea del Sud è riuscito a rintracciare la sorella di Park Yeon-mi, Eun-mi, che si è rincontrata con lei e la madre dopo circa sette anni durante i quali avevano perso le tracce l'una delle altre.
Nel giugno 2014 Park è intervenuta al LiNK (Liberty in North Korea) Summit organizzato presso la Università Pepperdine a Malibù (Stati Uniti). Nell'ottobre del 2014 è stata inserita dalla BBC nella lista delle 100 donne più importanti dell'anno. Park ha raccontato la storia della sua fuga dalla Corea del Nord e la situazione del suo Paese anche in altre occasioni come il TEDx di Bath (Regno Unito), il summit di One Young World a Dublino (Irlanda) e all'Oslo Freedom Forum in Norvegia.
Ha esercitato la sua attività di divulgazione anche attraverso diverse interviste e un libro autobiografico, uscito nel 2015, dal titolo italiano La mia lotta per la libertà (titolo originale: In order to live). Nel suo libro affronta i temi della dittatura, dell'impossibilità di affrontare il libero pensiero nel suo Paese, del traffico di esseri umani in tutti i Paesi dell'Est e della sua ricerca della libertà.

## Contraddizioni
Park Yeon-mi si è più volte contraddetta narrando la sua storia:
In alcune interviste ha raccontato che fuggì in Cina per ritrovare la sorella Eun-mi con entrambi in genitori corrompendo le guardie di frontiera, mentre in altre ha affermato di aver attraversato il confine sola con la madre, la quale sarebbe stata poi violentata dai trafficanti di esseri umani, mentre il padre le avrebbe raggiunte più tardi; inoltre, secondo l'intervista al Daily Beast all'epoca avrebbe avuto 14 anni, mentre stando al Vice lei avrebbe avuto 13 anni.
Ha affermato alla SBS di aver attraversato il fiume Tumen mentre in una conferenza in Corea del Sud dice di aver attraversato lo Yalu.
Ospiti allo show televisivo sudcoreano Now On My Way to Meet You la madre di Park Yeon-mi, il presentatore Nam Hee-seok, gli altri ospiti e Park stessa affermano che la ragazza, quando gli altri disertori parlavano della crisi degli anni '90 in Corea del Nord, pensava che stessero mentendo, perché non aveva vissuto gli effetti di tale crisi; tuttavia in numerose interviste racconta i terribili momenti vissuti in quel periodo, costretta a mangiare cortecce, libellule e rane per sfamarsi. Le due testimonianze possono comunque non essere in contraddizione, la Nord-Corea vive una continua situazione di carestia, particolarmente dura durante la crisi del '90 con la razione di riso giornaliera ridotta a soli 128 grammi cadauno.
In un'intervista radiofonica alla BBC Park afferma che, dopo l'arresto del padre e della madre, andò a vivere con la zia mentre la sorella Eun-mi con lo zio; tuttavia numerose volte ha affermato di essere rimasta sola con la sorella.
Raccontando la fucilazione della madre di un amico, giustiziata per aver visionato un film occidentale, si è contraddetta numerose volte. Stando a un'intervista con Jenny Brockie all'epoca aveva undici anni, nove secondo l'Independent, il The Guardian e il discorso al summit di One Young World di Dublino. Park avrebbe riferito che l'esecuzione ha avuto luogo in uno stadio al The Guardian e a Jenny Brockie, mentre in una strada all'Independent. In altre interviste, inoltre, ha affermato che il film incriminato era una pellicola hollywoodiana, in altre che fosse un film di James Bond e in altre ancora film sudcoreani. In particolar modo, durante un'intervista per l'Independent la giornalista Nicola Anderson, confusa, chiese se la pellicola fosse un film sudcoreano e Park la corresse affermando che si trattasse del film James Bond.
Secondo alcune interviste, Park avrebbe seppellito il padre sulle montagne mentre secondo altre lo avrebbe fatto cremare facendosi aiutare da alcuni parenti, disperdendo poi le ceneri su di una montagna.
Stando ad ulteriori sue dichiarazioni, il padre venne arrestato nel 2001, nel 2002 o nel 2004; anche il periodo della sua detenzione è cambiato nelle varie interviste, passando da 3 anni, a 5, a 10 a 17-18. Stesse incongruenze sul periodo di carcere della madre, lei e la figlia hanno parlato di tre anni, due anni, un anno, sei mesi.

### Altre incongruenze
In un'intervista rilasciata al The Daily Beast Park Yeon-mi ha parlato della traumatica esperienza in un centro di detenzione a Ulan Bator, dove la avrebbero spogliata: tuttavia secondo i professori Yu Shin-eun e Kim Hyun-ah, volontari sudcoreani in centri di detenzione per disertori nordcoreani in Mongolia, il paese non è molto duro con i disertori e non hanno mai sentito parlare di situazioni simili.
Hyeon-mi ha affermato che in Corea del Nord non ci sono biblioteche: al contrario, sono presenti e consultabili anche online. Queste contengono comunque solo testi accuratamente selezionati dal regime. Ha affermato inoltre che non vi è Internet, fatto non del tutto vero dato che è presente una rete intranet statale chiamata Kwangmyong; Aram Pan, fotografo e blogger di Singapore che ha avviato il progetto “DPRK 360°”, il cui obiettivo è narrare la realtà nordcoreana con occhi differenti rispetto a quelli della propaganda occidentale, ha condiviso sulla sua pagina Facebook alcuni siti web nordcoreani visitabili anche dal resto del mondo.
Il canale nordcoreano Urimanzokkiri ha prodotto un breve documentario con interviste a parenti e conoscenti di Park Yeon-mi, in cui affermano che la ragazza ha mentito sotto vari aspetti. La zia afferma che Park Yeon-mi sin da bambina sognava di diventare ricca, dicendo che se mai si sarebbe sposata non sarebbe stato con uno qualunque ma con un milionario. A tal proposito è bene sottolineare che spesso le famiglie dei disertori sono punite con la pena capitale , dunque si può argomentare che i familiari di Park abbiano rilasciato tali dichiarazioni su impulso del regime.
Per quanto riguarda la mancanza di libri, l'insegnante Stewart Lone, il quale ha insegnato per due anni a Pyongyang, ha scritto nel suo libro Lezioni da Pyongyang: La Corea del Nord vista da un insegnante che i libri occidentali sono frequenti in Corea del Nord e usati anche come materiale didattico, citando come esempio Sherlock Holmes, Tintin e le opere di Edgar Allan Poe.
Nel vertice di Dublino afferma che le storie d'amore sono sconosciute nel suo paese natio, tuttavia sono numerosi i film d'amore prodotti in RPDC anche dal Caro Leader Kim Jong-il, tra i quali la serie televisiva Nation and Destiny, Traces of Life, Ask Yourself, A Broad Bellflower, e Girls from My Hometown. Tra le love story straniere accessibili l'imprenditore svizzero Felix Abt, vissuto in Corea per sette anni, cita Via col vento e Titanic, mentre Stewart Lone nel suo libro cita una serie TV poliziesca statunitense, King Kong, Mr. Bean e afferma che nemmeno I Simpson sono sconosciuti Tra libri e film citati come illegali vi sono Biancaneve e i sette nani, Cenerentola, Titanic e Romeo e Giulietta, questi restano diffusi sul mercato nero della Repubblica Popolare Democratica di Corea.

### Altre accuse
Alejandro Cao de Benós, presidente della KFA, ha accusato Park Yeon-mi di guadagnare da 15 000 a 30 000 euro per raccontare bugie. Questi rimane una figura controversa, accusato nel 2020 di avere violato le sanzioni ONU verso la Nord Corea. Secondo i rapporti pubblicati da Speakerpedia.com, in un solo evento la ragazza ha guadagnato tra i 39 625 e i 41875 $.
Nel suo profilo Patreon, Park Yeon-mi richiede un pagamento mensile di 5172,50 € in cambio della sua presenza come relatrice in eventi. Altri pagamenti possono essere effettuati per scambiare messaggi con lei (4,50 € mensili), partecipare a una riunione di fan per un'ora al mese su Google Hangouts (9 euro mensili), ricevere il suo libro La mia lotta per la libertà autografato (17,50 € in 5 mesi di abbonamento, per un totale di 74,21 € mensili, spedizione gratuita solo negli Stati Uniti), partecipare a un incontro su Google Hangouts ed effettuare una telefonata personale con lei (86,50 €) e per collaborare alla creazione di un video al mese da caricare sul suo canale YouTube o essere intervistato da lei stessa (431,50 €).
Marry Ann Jolley, ha fatto notare che il sito ufficiale di Park Yeon-mi, Yeonmi Park Foundation Website, conteneva un pulsante PayPal per le donazioni, senza tuttavia spiegare a chi sarebbero andato il ricavato; poco tempo dopo il sito web fu chiuso.
Sui suoi Social Network Park Yeon-mi posta spesso foto e video in cui indossa abiti di marca (come Gucci) ed effettua viaggi vacanzieri in costose mete turistiche come le Bahamas, Dubai, Firenze, Venezia, Milano e diversi stati degli Stati Uniti.
L'ex ambasciatore e disertore nordcoreano Thae Yong-ho afferma che i film sudcoreani, contrabbandati in Corea del Nord, siano ormai popolari fra la gente. Ragione per cui che si arrivi alla pena di morte è improbabile, tale possibilità non è comunque da escludere dal momento che le lunghe prigionie previste come conseguenza da 3 a 7 anni possono avere tale esito.

### La risposta di Park Yeon-mi alle accuse
All'articolo uscito su The Diplomat Park Yeon-mi ha risposto ringraziando la giornalista per il suo lavoro meticoloso e scusandosi per le incongruenze. Esse sarebbero, innanzitutto, il risultato di incomprensioni causate dalla barriera linguistica. Un esempio è relativo all'esecuzione a Hyesan:
(Park Yeon-mi)
La risposta di Park, comunque, non si limita a questo episodio, fornendo anche l'informazione che una versione meglio strutturata e riflettuta delle sue memorie sarebbe poi stata pubblicata in forma di libro.

## Opere
- La mia lotta per la libertà (2015)